# Wybory parlamentarne w Indonezji w 1977 roku
Wybory parlamentarne w Indonezji w 1977 roku odbyły się 2 maja. Były to drugie wybory zorganizowane w kraju po przejęciu władzy przez gen. Suharto (trzecie w historii niepodległej Indonezji po wyborach z 1955 i 1971 roku). Do zdobycia w wyborach było 360 mandatów na pięcioletnią kadencję, w liczącej 460 miejsc Izbie Reprezentantów. Pozostałe 100 miejsc było zarezerwowane dla przedstawicieli armii oraz osób wydelegowanych przez Suharto.

## Wyniki
| Ugrupowania                         | Liczba głosów | %     | Liczba mandatów |
| ----------------------------------- | ------------- | ----- | --------------- |
| Golkar                              | 39 750 096    | 62,11 | 232             |
| Zjednoczona Partia na rzecz Rozwoju | 18 743 491    | 29,29 | 99              |
| Indonezyjska Partia Demokratyczna   | 5 504 751     | 8,60  | 29              |
| Łącznie                             | 63 998 338    | 100%  | 360             |